# Art relacional

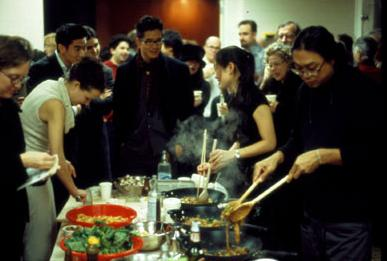
Un dinar col·lectiu fet com a proposta "d'art relacional", de l'artista Ricky Tiravanija, 2009

L'art relacional o l'estètica relacional és una tendència de l'art contemporani promoguda pel crític francès Nicolas Bourriaud, que el va definir com un conjunt de pràctiques artístiques que prenen com a punt de partida teòric i pràctic la totalitat de les relacions humanes i el seu context social, més enllà dels espais independents i privats. Amb aquest plantejament, l'artista passaria de ser centre d'atenció a esdevenir més aviat, promotor o catalitzador d'un art social o relacional.
La mostra Traffic, realitzada al CACP, Museu d'Art Contemporani de Bordeus el 1996, és considerada com la primera exposició col·lectiva que va avançar les idees de l'art relacional. Hi participaren artistes com Maurizio Cattelan, Dominique Gonzalez-Foerster, Liam Gillick, Christine Hill, Carsten Höller, Pierre Huyghe, Miltos Manetas, Jorge Pardo, Philippe Parreno i Rirkrit Tiravanija. La teoria d'aquest moviment artístic seria definida posteriorment al llibre Esthétique relationnelle (Relational Aesthetics en anglès).
Alguns autors, consideren que la fractura entre humanitat i tecnologia apareix ja reflectida en l'art dels anys 60 i principis dels 70. Aquelles manifestacions artístiques iniciaren el debat sobre la figura crítica de l'espectador envers l'art, que va resultar preparatòria per a l'arribada de l'art relacional.
Per a comprendre millor els processos de l'art relacional cal plantejar-se quin concepte tenim de l'obra d'art. L'obra queda supeditada a les relacions que estableix amb el seu públic, ja que l'obra no és únicament mineral, sinó un organisme en mutació perceptiva i cognitiva constant. "Una obra d'art no ho és sempre ni en tot moment".
Al voltant de l'art relacional i dels postulats de Bourriaud s'ha generat una forta controvèrsia, amb crítiques com la de Claire Bishop, que titllen les propostes relacionals de superficials, així com d'establir tipologies de relacions que no tenen una clara finalitat social.